# Parasailor

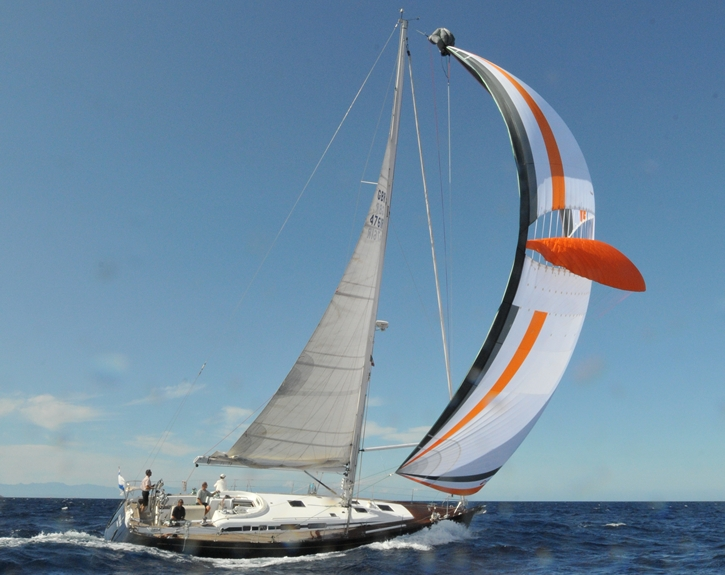
La vela Parasailor

Il parasailor è un marchio registrato e una variante della vela spinnaker per yacht. 
Si tratta di una vela da andatura con vento portante che, per la prima volta, sfrutta criteri derivanti dall'aeronautica leggera.

## Descrizione
Inventata in Germania, è composta da una vela simmetrica tipo spinnaker e da una apertura nel punto di massima pressione dell'aria, dietro cui è installata un'ala a cassoni (tipo parapendio). Questa costruzione ha ridisegnato il flusso del vento e il gioco delle forze operanti.
La vela è in grado di sfogare la pressione in eccesso e l'ala da un traino fisso a 45°. Il risultato è una vela che, garantendo altissime prestazioni velocistiche, ha ridotto il rischio di strapoggia e straorza, è estremamente stabile e docile, stabilizza fortemente la barca e la sua rotta, permette d'usare il pilota automatico in sicurezza, consente d'essere usata anche con venti molto forti, garantisce dei gradi d'uso rispetto al vento mai raggiunti prima.
Il termine "Parasailor" è un neologismo ideato dagli inventori della stessa vela: deriva dal termine aeronautico inglese "paragliding" (parapendio), unito alla parola inglese "sailor" (marinaio - velista).
Più recentemente è nata, dalla stessa azienda che ha brevettato Parasilor, la vela Parasail. Sfrutta lo stesso principio della prima, ma l'ala non è tridimensionale a cassoni ma bensì bidimensionale a "pelle unica". Ciò riduce la forza del traino fisso a 45° in virtù di una vela più vivace soprattutto con venti leggeri.
Ultima evoluzione di Parasailor è l'ala ibrida, in parte a cassoni e in parte a "pelle unica", che ne aumenta sia il range di vento verso il basso rendendola già in performance con 5 nodi di vento apparente, sia verso l'alto aumentandone il tiro e la stabilità.

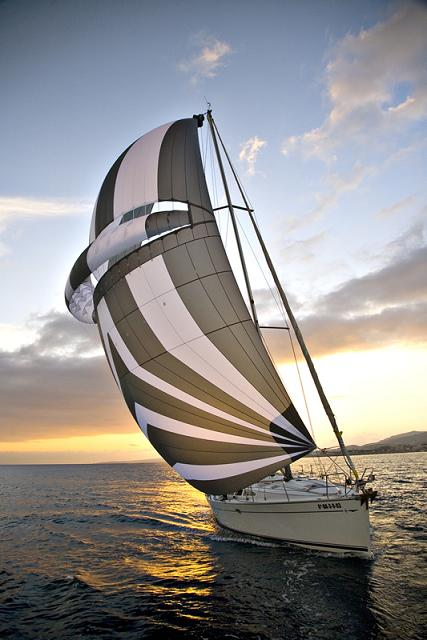
Parasail